# Opcja
Opcja – pochodny instrument finansowy o niesymetrycznym profilu wypłaty, dający prawo zakupu lub sprzedaży instrumentu bazowego, po ustalonej cenie, zwanej ceną wykonania opcji, w ustalonym okresie, zwanym terminem wykonania opcji. Opcja może mieć charakter umowy zawartej na rynku nieregulowanym (ang. over the counter, OTC) lub przedmiotem obrotu na giełdzie.

## Informacje wstępne
Opcja kupna (ang. call option) daje jej posiadaczowi („nabywcy”, ang. option holder, buyer) prawo nabycia instrumentu bazowego, natomiast opcja sprzedaży (ang. put option) – prawo sprzedaży instrumentu bazowego po z góry określonej cenie wykonania (ang. strike price, exercise price). Prawo to może być zrealizowane w dniu wygaśnięcia opcji (opcja europejska), w dowolnym dniu od daty zawarcia kontraktu opcyjnego do daty wygaśnięcia włącznie (opcja amerykańska) lub w kilku ściśle określonych datach (opcja bermudzka).
Za prawo, które daje opcja, jej nabywca płaci sprzedającemu opcję („wystawcy”, ang. option writer, seller) cenę, zwaną premią opcyjną (ang. premium, option price).
W przeciwieństwie do nabywcy, wystawca opcji jest zobowiązany do sprzedania lub zakupu instrumentu bazowego od nabywcy opcji, jeżeli ten uzna, że zechce z przysługującego mu prawa skorzystać (czyli uzna wykonanie opcji za opłacalne). W praktyce opcja kupna zostaje zrealizowana, gdy cena wykonania opcji jest niższa niż cena rynkowa w terminie wykonania opcji (zysk nabywcy opcji jest wówczas równy różnicy między ceną rynkową a ceną wykonania opcji i uiszczoną premią przypadającą na jednostkę instrumentu bazowego). Natomiast opcja sprzedaży zostaje zrealizowana, gdy cena wykonania opcji jest wyższa niż cena rynkowa w terminie wykonania opcji (zysk nabywcy opcji jest wówczas równy różnicy między ceną wykonania opcji a ceną rynkową i uiszczoną premią, przypadającą na jednostkę instrumentu bazowego).
Z tego względu w wielu wypadkach rozliczenie opcji odbywa się nie poprzez faktyczną dostawę instrumentu bazowego, do czego uprawnia opcja (rozliczenie rzeczywiste), lecz jedynie przez wypłatę posiadaczowi opcji przez wystawcę sumy pieniężnej, odpowiadającej ww. różnicy cen (rozliczenie nierzeczywiste). Z reguły rozliczenie rzeczywiste stosuje się w przypadku towarów oraz obligacji. W przypadku innych aktywów, częściej spotykane jest rozliczenie nierzeczywiste.
Opcje mogą być wystawiane na różne instrumenty finansowe. Do najpopularniejszych opcji należą:
- opcje na kursy walut,
- opcje na akcje,
- opcje na obligacje i stopę procentową,
- opcje na indeksy,
- opcje na kontrakty futures,
- opcje na swapy.

Istnieją również rynki opcji na instrumenty o charakterze niefinansowym – na przykład opcje na towary lub opcje pogodowe.

## Pozycje w opcjach

### Pozycja długa
Pozycja długa – nabycie opcji
- Pozycja długa w opcjach kupna polega na nabyciu opcji kupna. W zamian za zapłaconą premię opcyjną posiadacz długiej pozycji zabezpieczył się przed wzrostem wartości instrumentu bazowego – w terminie wykonania opcji będzie mógł go zakupić po ustalonej cenie wykonania. Gdyby cena rynkowa spadła poniżej ustalonej ceny wykonania, nabywca poniósłby stratę, jednak maksymalnie w wysokości zapłaconej premii. Jego potencjalny zysk jest natomiast nieograniczony – będzie tym wyższy, im wyższa będzie wartość instrumentu bazowego w terminie wykonania opcji.
- Zajmowanie pozycji długiej w opcjach kupna jest uzasadnione, gdy spodziewany jest wzrost ceny instrumentu bazowego.
- Pozycja długa w opcjach sprzedaży polega na nabyciu opcji sprzedaży i zabezpiecza nabywcę przed spadkiem cen. W zamian za zapłaconą premię opcyjną w terminie wykonania opcji będzie on mógł sprzedać instrument bazowy po ustalonej cenie wykonania. Gdyby w terminie wykonania cena rynkowa była wyższa niż cena wykonania, strata nabywcy ograniczy się do zapłaconej premii. Gdy cena będzie niższa, posiadacz nabywca będzie zyskiwał, a najwyższy zysk osiągnie w przypadku spadku ceny rynkowej do zera (uwzględniając zapłaconą premię).
- Zajmowanie pozycji długiej w opcjach sprzedaży jest uzasadnione gdy spodziewany jest spadek ceny instrumentu bazowego.

### Pozycja krótka
Pozycja krótka – wystawienie opcji
- Pozycja krótka w opcjach kupna polega na wystawieniu opcji kupna. Wystawca zobowiązuje się do sprzedaży w terminie wykonania opcji instrumentu bazowego po ustalonej cenie wykonania w zamian za premię opcyjną płaconą przez nabywcę opcji. Gdy cena rynkowa będzie niższa niż cena wykonania, wówczas opcja nie zostanie zrealizowana i zysk wystawcy będzie równy otrzymanej premii. Gdy natomiast cena rynkowa będzie wyższa niż cena wykonania, wystawca opcji ponosi stratę, gdyż musi sprzedać instrument bazowy poniżej ceny rynkowej. Wielkość straty jest potencjalnie nieograniczona, ponieważ cena instrumentu bazowego może wzrosnąć dowolnie mocno.
- Zajmowanie pozycji krótkiej w opcjach kupna jest uzasadnione, gdy spodziewany jest spadek cen instrumentu bazowego.
- Pozycja krótka w opcjach sprzedaży polega na wystawianiu opcji sprzedaży. Wystawca zobowiązuje się do kupna w terminie wykonania opcji instrumentu bazowego po ustalonej cenie wykonania w zamian za premię opcyjną otrzymaną od nabywcy opcji. Gdy cena rynkowa będzie wyższa niż cena wykonania, wówczas opcja nie zostanie zrealizowana, a zysk wystawcy będzie równy otrzymanej premii. Gdy jednak cena rynkowa będzie niższa niż cena wykonania, wystawca opcji ponosi stratę, gdyż musi kupić instrument bazowy drożej niż na rynku. Wielkość straty jest ograniczona przez wysokość ceny wykonania opcji (pomniejszonej o otrzymaną premię), gdyż cena instrumentu bazowego nie może spaść poniżej zera.
- Zajmowanie pozycji krótkiej w opcjach sprzedaży jest zatem uzasadnione, gdy spodziewany jest wzrost cen instrumentu bazowego.

## Strategie opcyjne

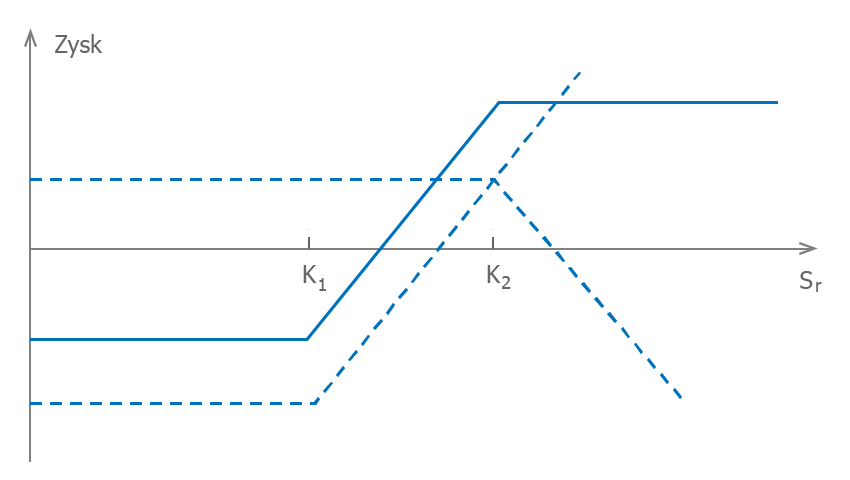
Strategia bull spread; gdzie: K – cena wykonania opcji (ang. strike price), S – cena instrumentu bazowego

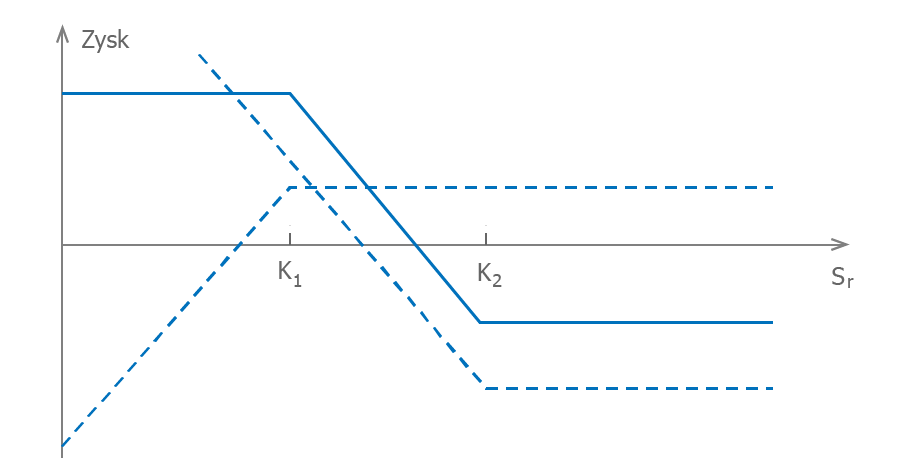
Strategia bear spread; gdzie: K – cena wykonania opcji (ang. strike price), S – cena instrumentu bazowego

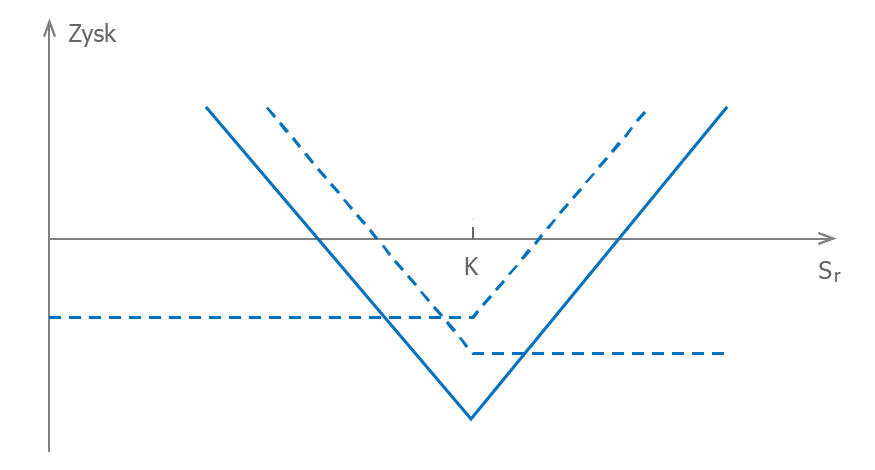
Strategia straddle; gdzie: K – cena wykonania opcji (ang. strike price), S – cena instrumentu bazowego

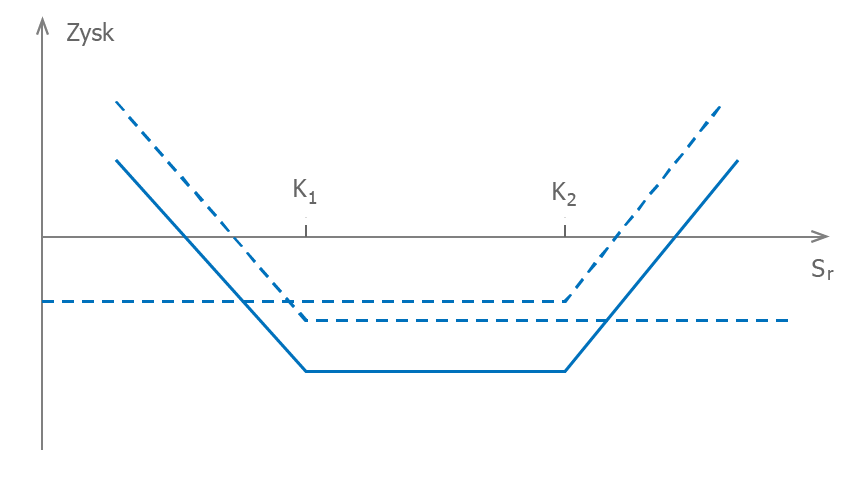
Strategia strangle; gdzie: K – cena wykonania opcji (ang. strike price), S – cena instrumentu bazowego

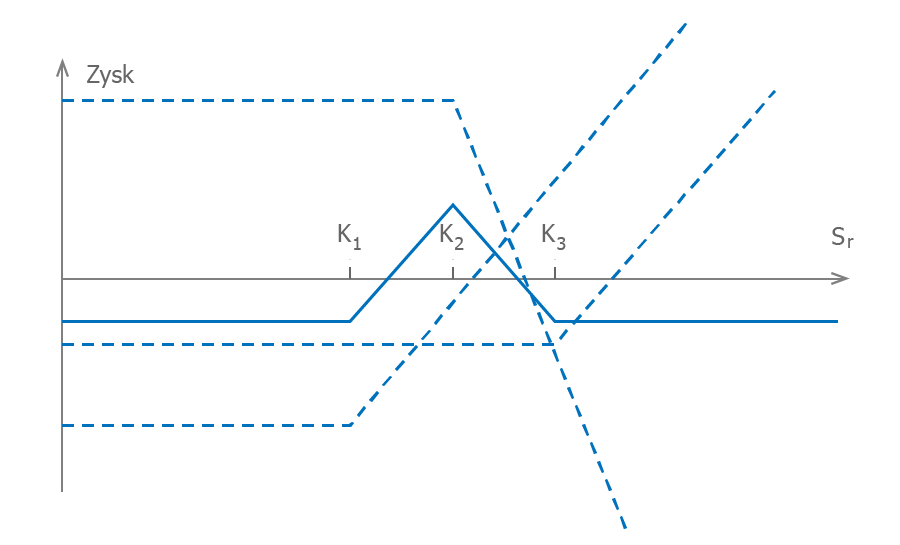
Strategia butterfly; gdzie: K – cena wykonania opcji (ang. strike price), S – cena instrumentu bazowego

Strategie opcyjne są kombinacją różnych pozycji w opcjach na dany instrument bazowy. Przykładowe strategie opcyjne:
- strategia byka (Bull spread) – złożenie długiej pozycji w opcji kupna z niższą ceną wykonania i krótkiej pozycji w opcji kupna z wyższą ceną wykonania; pozwala zarobić przy wzroście ceny instrumentu bazowego, przy czym skala zysków i strat jest ograniczona (strategię bull spread można realizować również w oparciu o opcję sprzedaży);
- strategia niedźwiedzia (Bear spread) – złożenie długiej pozycji w opcji sprzedaży z wyższą ceną wykonania i krótkiej pozycji w opcji sprzedaży z niższą ceną wykonania; pozwala zarobić na spadku ceny instrumentu bazowego, przy czym skala zysków jest ograniczona (podobnie jak w strategii bull spread). Strategię bear spread można realizować również w oparciu o opcję kupna;
- strategia stelaża (Straddle) – złożenie długich pozycji (long straddle) w opcjach kupna i sprzedaży z tą samą ceną i terminem wykonania; generuje zyski niezależnie od tego czy cena instrumentu bazowego wzrośnie czy spadnie, straty zaś w sytuacji, w której cena instrumentu bazowego zrówna się z ceną wykonania (możliwa jest również strategia oparta na sprzedaży opcji kupna i sprzedaży z tą samą ceną i terminem wykonania – short straddle);
- strangle – złożenie długich pozycji w opcjach kupna i sprzedaży z tym samym terminem wykonania, ale innymi cenami wykonania; generuje potencjalnie nieograniczone zyski gdy cena instrumentu bazowego znajdzie się poza ustalonym przedziałem, z uwzględnieniem uiszczonych premii opcyjnych;
- strategia motyla (Butterfly spread) – strategia polegająca na złożeniu czterech pozycji opcyjnych, np. dwóch długich pozycji w opcjach kupna i dwóch krótkich pozycji w opcjach kupna; generuje zyski w przypadku ukształtowania się ceny instrumentu bazowego w ustalonym przedziale.

## Wartość opcji
Wartość opcji w dowolnym momencie pomiędzy chwilą jej zawarcia a momentem wygaśnięcia jest sumą jej wartości wewnętrznej (ang. intrinsic value) oraz wartości czasowej (ang. time value). Wartość wewnętrzna jest wartością opcji gdyby możliwe było jej natychmiastowe wykonanie. Wartość czasowa jest miarą możliwego wzrostu wartości opcji w okresie do jej wygaśnięcia. Wartość czasowa opcji maleje w miarę zbliżania do terminu wygaśnięcia opcji.
Wyróżnia się trzy rodzaje opcji ze względu na bieżącą wartość instrumentu bazowego względem ceny wykonania opcji:
- In the money (opcja w cenie, opcja w pieniądzu) – opcja, której wykonanie jest opłacalne. W zależności od typu: opcja sprzedaży czy też opcja kupna cena bieżąca instrumentu bazowego jest odpowiednio niższa lub wyższa od ceny wykonania opcji;
- At the money[1] – opcja, której wykonanie ma neutralny wpływ dla inwestora. Cena bieżąca instrumentu bazowego jest równa lub też nieznacznie się różni od ceny wykonania opcji;
- Out of the money (opcja poza ceną, opcja poza pieniądzem) – opcja, której wykonanie nie jest opłacalne. W zależności od typu: opcja sprzedaży czy też opcja kupna cena bieżąca instrumentu bazowego jest odpowiednio wyższa lub niższa od ceny wykonania opcji.

Na wartość opcji wpływa wiele czynników w zależności od rodzaju opcji; poniższe czynniki kształtujące wartość opcji są wspólne dla wszystkich rodzajów opcji:
- bieżąca cena instrumentu bazowego – im wyższa cena instrumentu bazowego, tym wyższa wartość opcji kupna; odwrotnie dla opcji sprzedaży;
- cena wykonania opcji – im wyższa cena wykonania opcji kupna, tym niższa wartość opcji; odwrotnie w przypadku opcji sprzedaży;
- czas do wygaśnięcia opcji – im dłuższy czas pozostający do wygaśnięcia opcji, tym większa wartość czasowa opcji, zarówno w przypadku opcji kupna, jak i sprzedaży;
- wysokość stopy procentowej wolnej od ryzyka – wzrost stopy procentowej wolnej od ryzyka prowadzi do spadku wartości opcji sprzedaży i wzrostu wartości opcji kupna, gdyż powoduje on spadek wartości bieżącej ceny wykonania opcji;
- zmienność cen instrumentu bazowego – im wyższa zmienność cen instrumentu bazowego, tym wyższa wartość zarówno w przypadku opcji kupna, jak i sprzedaży, gdyż wysoka zmienność oznacza wysoką szansę ukształtowania się bieżącej ceny rynkowej po odpowiedniej stronie ceny wykonania opcji w terminie wykonania opcji.

Do wyznaczania wartości opcji opracowano różne modele. Powszechnie stosowany jest model Blacka-Scholesa; popularny jest także model dwumianowy CRR (Coxa-Rossa-Rubinsteina).

## Współczynniki greckie
Współczynniki wrażliwości ceny opcji określają siłę wpływu poszczególnych czynników mających wpływ na wartość opcji. Współczynniki te są uznawane jako miary ryzyka opcji. Do współczynników wrażliwości ceny opcji należą (dla zakupionych (pozycja długa) opcji waniliowych):
- współczynnik delta – określa reakcję ceny opcji na zmianę ceny instrumentu bazowego. Współczynnik ten przyjmuje wartość dla opcji kupna z przedziału od 0 do 1, a dla opcji sprzedaży od −1 do 0;
- współczynnik theta – określa, o ile zmieni się cena opcji, gdy upłynie jednostka czasu. Wartość tego współczynnika jest zwykle ujemna;
- współczynnik vega – określa reakcję ceny opcji na zmiany zmienności ceny instrumentu bazowego. Współczynnik ten przyjmuje wartości dodatnie;
- współczynnik gamma – określa, jak zmieni się współczynnik delta, gdy cena instrumentu pochodnego zmieni się o jednostkę. Opcja o wysokiej wartości tego współczynnika jest atrakcyjna dla kupującego. Najwyższe wartości mają opcje blisko terminu wygaśnięcia;
- współczynnik rho – określa reakcję ceny opcji na zmianę stopy procentowej wolnej od ryzyka[2].

Możliwe jest także wyznaczenie innych współczynników wrażliwości dla specyficznych rodzajów opcji.

## Opcje na Giełdzie Papierów Wartościowych w Warszawie
Na Giełdzie Papierów Wartościowych w Warszawie notowane są opcje na indeks WIG20. Wprowadzono standard w oznaczeniu opcji, przykładowe oznaczenie opcji na warszawskiej giełdzie jest następujące {\displaystyle OXYZkrccc,} gdzie:
- {\displaystyle O} – rodzaj instrumentu,
- {\displaystyle XYZ} – kod określający nazwę instrumentu bazowego (określony uchwałą Zarządu Giełdy),
- {\displaystyle k} – kod określający typ i miesiąc wygaśnięcia opcji (określony uchwałą Zarządu Giełdy),
- {\displaystyle r} – ostatnia cyfra roku wygaśnięcia,
- {\displaystyle ccc} – oznaczenie kursu wykonania.

Opcje notowane na Giełdzie Papierów Wartościowych w Warszawie wygasają w marcu, czerwcu, wrześniu oraz w grudniu. Opcje na indeks giełdowy WIG20 został wprowadzony do obrotu 22 września 2003 roku. Dodatkowo od 17 października 2005 r. dostępne były również opcje na akcje pojedynczych spółek. Zostały wycofane z obrotu 4 lipca 2007 roku.